# Mesze
Mesze [ˈmɛʂɛ] es un pueblo ubicado en el distrito administrativo de Gmina Kolsko, dentro del Distrito de Nowa Sól, Voivodato de Lubusz, en Polonia occidental. Se encuentra aproximadamente a 7 kilómetros al sur de Kolsko, a 18 kilómetros al noreste de Nowa Sól, y a 18 kilómetros al este de Zielona Góra.